# Fromentières, Mayenne
Fromentières là một xã thuộc tỉnh Mayenne trong vùng Pays de la Loire tây bắc nước Pháp. Xã này nằm ở khu vực có độ cao trung bình 54 mét trên mực nước biển.

## Dân số
Đến năm 2020, dân số tại Fromentières là 835 người.